# Colom plumífer cremós
El colom plumífer cremós (Geophaps plumifera) és una espècie d'ocell de la família dels colúmbids (Columbidae) que habita zones rocoses àrides de la meitat septentrional d'Austràlia i nord d'Austràlia Meridional.